# ديف إنجلاند
ديف إنجلاند (بالإنجليزية: Dave England)‏ هو ممثل أمريكي، ولد في 30 ديسمبر 1969 في فينتورا في الولايات المتحدة.

## أعمال

### أفلام
- (2002)  الفيلم[3]
- (2010) جاك آس ثلاثي الأبعاد[4][5][6]

## وصلات خارجية
- ديف إنجلاند على موقع IMDb (الإنجليزية)
- ديف إنجلاند على موقع ألو سيني (الفرنسية)
- ديف إنجلاند على موقع ميوزك برينز (الإنجليزية)
- ديف إنجلاند على موقع أول موفي (الإنجليزية)
- ديف إنجلاند على موقع قاعدة بيانات الأفلام السويدية (السويدية)
- ديف إنجلاند على موقع ديسكوغز (الإنجليزية)
- ديف إنجلاند على موقع قاعدة بيانات الفيلم (الإنجليزية)
- ديف إنجلاند على موقع كينوبويسك (الروسية)